# BK Virveln
BK Virveln är en bowlingklubb från Hisingen i Göteborg. 
BK Virveln grundades 1967 och har spelat i den högsta serien under stora delar av 1970- och 1980-talet. Under denna tid fanns bland annat Mats Karlsson i klubben som senare blev den förste icke-amerikan att vinna en proffstitel. Klubben lades ner i mitten på 1990-talet.
Idag återfinns en bowlingklubb med namnet BK Virveln, med samma klubbemblem som ursprungsklubben. Nya BK Virveln bildades av spelare med anknytning till gamla BK Virveln. Nya BK Virvelns namn överläts sedan till den allsvenska klubben Team Gothia BC som var en sammanslagning av de båda bowlingklubbarna BK Torslanda och BK Ascot.